# Бахриты

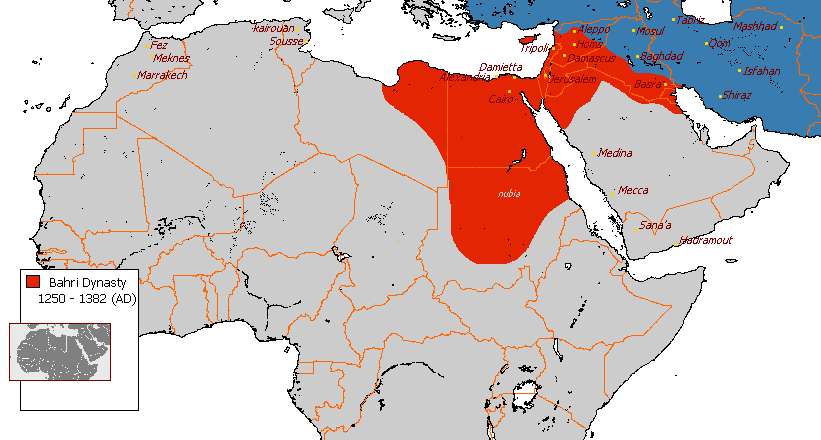
Территория Мамлюкского султаната в период нахождения у власти династии Бахритов.

Бахриты (араб. المماليك البحرية‎, аль-мамалик аль-бахрийа) — первая мамлюкская династия тюркского происхождения, правившая Египтом с 1250 до 1382 года, когда их сменили Бурджиты.

## История
Во времена правления айюбидского султана Ас-Салиха Айюба возник первый элитный мамлюкский корпус, в основу которого входили пленённые монголами подростки половцы-туркмены. Пленённые мальчики покупались на невольничьих рынках и размещались в закрытых военных школах. После окончания школы мамлюки получали свободу. Они распределялись военным корпусам и с этого времени жили на государственном обеспечении.
В 1250 году мамлюкские эмиры убили последнего султана из династии Айюбидов, Туран-шаха, сына ас-Салиха. После смерти Туран-шаха регентшей назначили Шаджар ад-Дурр, вдову ас-Салиха, которая вскоре отказалась от своего трона в пользу ставшего её мужем Айбека.
В 1251 году сирийские Айюбиды вторглись в Египет, но потерпели поражение в битве при аль-Аббасе. После этого Айбек взял под контроль египетскую казну и выдвинул своих подчинённых мамлюков на все ведущие должности стране. В 1257 году Шаджар ад-Дурр организовала убийство мужа, однако это не помогло ей вновь взойти на престол, так как власть перешла к сыну Айбека от другой жены — 15-летнему аль-Мансуру Али.
В 1361 году власть в Египте перешла к Мухаммаду II, а в 1363 году — к Шабану II. При Шабане II на первые роли выдвинулся Баркук аз-Захир.
В 1376 году султан Шабан II умер, а Баркук возвел на престол малолетнего сына Шабана, Али II.
В 1382 году престол перешел к брату Али, Хаджжи II, но через некоторое время совет мамлюков провозгласил султаном Баркук аз-Захира, который к тому времени сосредоточил в своих руках реальная власть над страной. В 1389 году Хаджжи II вернул себе престол, но уже в 1390 году власть окончательно перешла к черкесам-Бурджитам.

## Список султанов
- Шаджар ад-Дурр (1250)[2]
- аль-Муизз Изз ад-Дин Айбек (1250—1257)[3]
  - аль-Ашраф Муса (малолетний соправитель Айбека из династии Айюбидов в 1250—1254 годах)[2]
- аль-Мансур Нур ад-Дин Али (I) (1257—1259)[3]
- аль-Музаффар Сайф ад-Дин Кутуз (1259—1260)[3]
- аз-Захир Рукн ад-Дин Бейбарс I аль-Бундукдари (1260—1277)[3]
- ас-Саид Насир ад-Дин Барака-хан (1277—1279)[3]
- аль-Адиль Бадр ад-Дин Саламыш (1279)[3]
- аль-Мансур Сайф ад-Дин Калаун аль-Алфи (1279—1290)[3]
  - аль-Камиль Сункур[англ.] (1280) — соперник Калауна, мятежный правитель Сирии[2].
- аль-Ашраф Салах ад-Дин Халиль (1290—1293)[3]
- ан-Насир Насир ад-Дин Мухаммед (первое правление: 1293—1294)[3]
- аль-Адиль Зайн ад-Дин Китбуга (1294—1296)[3]
- аль-Мансур Хусам ад-Дин Ладжин (1296—1298)[3]
- ан-Насир Насир ад-Дин Мухаммед (второе правление: 1298—1308)[3]
- аль-Музаффар Рукн ад-Дин Бейбарс II аль-Джашанкир (1308—1309)[3]
- ан-Насир Насир ад-Дин Мухаммед (третье правление: 1309—1340)[3]
- аль-Мансур Сайф ад-Дин Абу Бакр (1340—1341)[3]
- аль-Ашраф Ала ад-Дин Куджук (1341—1342)[3]
- ан-Насир Шихаб ад-Дин Ахмад (1342)[3]
- ас-Салих Имад ад-Дин Исмаил (1342—1345)[3]
- аль-Камиль Сайф ад-Дин Шабан I (1345—1346)[3]
- аль-Музаффар Сайф ад-Дин Хаджжи I (1346—1347)[3]
- ан-Насир Насир ад-Дин аль-Хасан (первое правление: 1347—1351)[3]
- ас-Салих Салах ад-Дин Салих (1351—1354)[3]
- ан-Насир Насир ад-Дин аль-Хасан (второе правление: 1354—1361)[3]
- аль-Мансур Салах ад-Дин Мухаммед (1361—1363)[3]
- аль-Ашраф Насир ад-Дин Шабан II (1363—1376)[3]
- аль-Мансур Ала ад-Дин Али (1376—1382)[3]
- ас-Салих Салах ад-Дин Хаджжи II (первое правление: 1382)[3]
  - Власть переходит к бурджиту Баркуку (1382—1389)
- ас-Салих Салах ад-Дин Хаджжи II (второе правление: 1389—1390)[2] — попытка восстановить власть Бахритов, окончившаяся неудачей.